# Luis Alfonso Mendoza
 Luis Alfonso Mendoza Soberano (Ciudad de México, 20 de noviembre de 1964-Ciudad de México, 29 de febrero de 2020) fue un actor, director de doblaje y locutor mexicano con más de 38 años de experiencia.
Fue conocido principalmente por ser la voz de Gohan adolescente y adulto en Dragon Ball Z, Dragon Ball GT, Dragon Ball Z Kai, y Dragon Ball Super, Daniel Larusso en la saga ochentera de Karate Kid, la voz del Conde Pátula en dicha serie, Leonardo en Las Tortugas Ninja, Edward en El campamento de Lazlo, Bugs Bunny y el Pato Lucas en el redoblaje de los cortos de Looney Tunes y Fantasías Animadas, así como las series El Show de Los Looney Tunes, Duck Dodgers y Wabbit, Kon en Bleach, Carlton Banks en El príncipe del rap en Bel Air (donde hizo su debut como director), de Joey Tribbiani en Friends y, más recientemente, la voz de Sheldon en La teoría del Big Bang, la de Phil Miller en El último hombre sobre la Tierra, de Ditto en Ben 10 y de Luis en la saga de Ant-Man. También dio voz a Mitchell Prittchet (1ª voz) en Modern Family.
En México, también fue conocido por ser el locutor principal de la serie ¡Ay Caramba! y por hacer de Pichas en El Hormiguero MX.

## Biografía y carrera
Luis Alfonso Mendoza nació en Ciudad de México. Estudió actuación en el Instituto Nacional de Bellas Artes. Por insistencia de su amigo, el actor Carlos Magaña, se inició en el doblaje a principios en los años ochenta, en un programa de televisión llamado Los juegos que la gente juega (Games People Play).[cita requerida]
Fue padre de la actriz de doblaje Nayeli Mendoza, y esposo de Lourdes Adame, licenciada en ciencias de la comunicación. Con el apoyo de Lourdes Adame en 1995, fundó "ArtSpot", Centro de capacitación en locución y doblaje de voz, donde se han generado nuevas voces que se integran a los medios de comunicación y dónde también se realiza doblaje profesional, gracias a sus instalaciones competitivas para realizar doblaje de calidad con talento de primera clase y brindando una gran oportunidad a las nuevas generaciones.

## Asesinato
El 29 de febrero de 2020, Luis Alfonso Mendoza, junto a su esposa Lourdes Adame y su cuñado Mario Roberto Adame fueron asesinados en la Ciudad de México, en el número 604 de la calle Balboa. El motivo del crimen se habría tratado de una disputa por el inmueble en el que estaba ubicado ArtSpot. El lugar fue rentado en 1995, por su esposa Lourdes Adame; sin embargo, los problemas llegaron cuando la dueña del lugar murió. Supuestamente, Mario Chen Martínez habría heredado la casa, pero por falta de un documento testamentario que lo acreditara, el traspaso no pudo llevarse a cabo y Luis Alfonso interpuso un juicio de propiedad de inmueble, situación que llevó a Chen a la desesperación, lo que lo llevó a cometer el crimen, realizando 84 disparos, tras lo cual se disparó en la cabeza. Chen fue trasladado al Hospital Xoco, donde falleció 4 horas después de ese mismo día .